# باشگاه فوتبال پرسپولیس در فصل ۸۱–۱۳۸۰
فصل ۸۱–۱۳۸۰، اولین حضور باشگاه پرسپولیس در لیگ برتر ایران است. این تیم در این فصل در لیگ برتر فوتبال ایران ۸۱–۱۳۸۰، جام حذفی فوتبال ایران ۸۱–۱۳۸۰ شرکت کرد.

## مرور فصل
باشگاه فوتبال پرسپولیس در این فصل، در رقابت‌های لیگ برتر فوتبال ایران و جام حذفی فوتبال ایران شرکت کرد. در جام حذفی تا مرحله ۱/۴ نهایی مسابقات پیش رفت اما آنجا مقابل تیم پیکان باخت و حذف شد. در اولین دوره لیگ فوتبال ایران، پرسپولیس عملکرد موفقی داشت. در لیگ برتر، استقلال تهران تا روز پایانی لیگ صدرنشین مسابقات بود و با توجه به تفاضل گل بهتر نسبت به پرسپولیس، برای قهرمانی در روز آخر تنها به یک تساوی برابر ملوان نیاز داشت. هفته بیست و ششم و پایانی بازی‌ها که در روز ۷ خرداد ۱۳۸۱ برگزار شد، با شکست استقلال تهران در بندر انزلی و برد پرسپولیس در تهران برابر فجر سپاسی رقم خورد تا پرسپولیس در گام آخر جام را از آن خود کند. سرمربی پرسپولیس در این فصل علی پروین بود.

## کادر فنی
| پست              | نام             |
| ---------------- | --------------- |
| سرمربی           | علی پروین       |
| مربی             | ناصر ابراهیمی   |
| مربی دروازه‌بان‌ها | وحید قلیچ       |
| مربی بدنساز      | پرویز کماسی     |
| دکتر             | دکتر فرید زرینه |
| سرپرست           | محمود خوردبین   |

## بازیکنان
| دروازه‌بان |       |                    |               |             |
| شماره     | ملیت  | نام                | تیم قبلی      | توضیحات     |
| ۱         | ایران | داوود فنایی        | پلی‌اکریل      |             |
| ۲۲        | ایران | محمدرضا جونکی‌زاده  | فولاد خوزستان |             |
| ۳۰        | ایران | فرشید کریمی        | نفت تهران     |             |
| ۳۳        | ایران | محمد محمدی         | برق شیراز     |             |
| مدافع     |       |                    |               |             |
| ۲         | ایران | محمد برزگر         | فجر سپاسی     |             |
| ۳         | ایران | حسن خان‌محمدی       | بهمن          |             |
| ۴         | ایران | یونس باهنر         | تراکتور       |             |
| ۵         | ایران | افشین پیروانی      | بانک تجارت    | کاپیتان اول |
| ۸         | ایران | علی انصاریان       | فجر سپاسی     |             |
| ۱۲        | ایران | رضا شاهرودی        | دالیان        | کاپیتان دوم |
| ۱۷        | ایران | پژمان جمشیدی       | سایپا         |             |
| ۲۰        | ایران | بهروز رهبری‌فرد     | فتح تهران     | کاپیتان سوم |
| هافبک     |       |                    |               |             |
| ۷         | ایران | حمید استیلی        | بهمن          |             |
| ۹         | ایران | مهدی تارتار        | پاس تهران     |             |
| ۱۰        | ایران | حامد کاویانپور     | آکادمی        |             |
| ۱۴        | ایران | رضا جباری          | بهمن          |             |
| ۱۵        | ایران | اسماعیل حلالی      | تراکتور       |             |
| ۲۱        | ایران | ابراهیم اسدی       | آکادمی        |             |
| ۲۸        | ایران | احسان خرسندی       | آکادمی        |             |
| ۷۷        | ایران | جواد رزاقی         | آکادمی        |             |
| مهاجم     |       |                    |               |             |
| ۱۱        | ایران | امیرحسین اصلانیان  | نیروی زمینی   |             |
| ۱۶        | ایران | سهراب انتظاری      | شموشک         |             |
| ۱۹        | ایران | پایان رأفت         | حتا امارات    |             |
| ۲۳        | ایران | لیث نوبری          | پاس تهران     |             |
| ۲۴        | ایران | علی لشگری          | آکادمی        |             |
| ۳۰        | ایران | بهنام ابوالقاسم‌پور | سایپا         |             |

## نقل و انتقالات

#### ورودی
| ورودی |           |                    |    |           |      |
| ۲۸    | هافبک     | احسان خرسندی       | ۱۶ | آکادمی    | دائم |
| ۳۳    | دروازه‌بان | محمد محمدی         | ۲۳ | برق شیراز | دائم |
| ۱۶    | مهاجم     | سهراب انتظاری      | ۲۴ | شموشک     | دائم |
| ۱۸    | مهاجم     | بهنام ابوالقاسم‌پور | ۲۷ | سایپا     | دائم |

#### خروجی
| شماره | پست   | نام           | سن | به تیم        | نوع انتقال |
| ----- | ----- | ------------- | -- | ------------- | ---------- |
| خروجی |       |               |    |               |            |
| ۱۷    | مدافع | هادی مهدوی‌کیا | ۲۲ | هامبورگ       | دائم       |
| ۸     | هافبک | علی کریمی     | ۲۲ | الاهلی امارات | دائم       |
| ۲     | مدافع | مهدی مهدوی‌کیا | ۲۳ | هامبورگ       | دائم       |
| ۱۰    | مهاجم | ادموند بزیک   | ۲۵ | سپاهان        | دائم       |
| ۱۹    | مهاجم | پایان رأفت    | ۳۰ | حتا           | دائم       |

## رقابت‌ها

### بررسی مسابقات
منبع: رقابت‌ها

### جدول لیگ
| رتبه | تیم         | بازی | برد | مساوی | باخت | گل زده | گل خورده | گل تفاضل | امتیاز | صعود یا سقوط                           |
| ---- | ----------- | ---- | --- | ----- | ---- | ------ | -------- | -------- | ------ | -------------------------------------- |
| ۱    | پرسپولیس    | ۲۶   | ۱۳  | ۱۰    | ۳    | ۳۶     | ۲۳       | ۱۳+      | ۴۹     | صعود به مرحله گروهی لیگ قهرمانان آسیا  |
| ۲    | استقلال     | ۲۶   | ۱۳  | ۹     | ۴    | ۳۸     | ۲۱       | ۱۷+      | ۴۸     | صعود به مرحله گروهی لیگ قهرمانان آسیا۱ |
| ۳    | فولاد       | ۲۶   | ۱۲  | ۹     | ۵    | ۳۲     | ۲۳       | ۹+       | ۴۵     |                                        |
| ۴    | پاس         | ۲۶   | ۱۰  | ۱۳    | ۳    | ۳۹     | ۲۴       | ۱۵+      | ۴۳     |                                        |
| ۵    | ابومسلم     | ۲۶   | ۱۱  | ۷     | ۸    | ۴۰     | ۳۱       | ۹+       | ۴۰     |                                        |
| ۶    | ذوب‌آهن      | ۲۶   | ۱۰  | ۹     | ۷    | ۳۵     | ۳۰       | ۵+       | ۳۹     |                                        |
| ۷    | پیکان       | ۲۶   | ۱۱  | ۵     | ۱۰   | ۲۸     | ۲۲       | ۶+       | ۳۸     |                                        |
| ۸    | برق شیراز   | ۲۶   | ۹   | ۱۰    | ۷    | ۲۸     | ۲۵       | ۳+       | ۳۷     |                                        |
| ۹    | سپاهان      | ۲۶   | ۷   | ۱۱    | ۸    | ۲۲     | ۲۲       | ۰        | ۳۲     |                                        |
| ۱۰   | فجر سپاسی   | ۲۶   | ۶   | ۹     | ۱۱   | ۱۵     | ۲۰       | ۵−       | ۲۷     |                                        |
| ۱۱   | سایپا       | ۲۶   | ۶   | ۹     | ۱۱   | ۲۴     | ۳۰       | ۶−       | ۲۷     |                                        |
| ۱۲   | ملوان       | ۲۶   | ۶   | ۹     | ۱۱   | ۲۰     | ۳۶       | ۱۶−      | ۲۷     |                                        |
| ۱۳   | استقلال رشت | ۲۶   | ۳   | ۷     | ۱۶   | ۱۸     | ۴۴       | ۲۶−      | ۱۶     | سقوط به لیگ آزادگان ۸۲–۱۳۸۱            |
| ۱۴   | تراکتورسازی | ۲۶   | ۲   | ۹     | ۱۵   | ۱۲     | ۳۶       | ۲۴−      | ۱۵     | سقوط به لیگ آزادگان ۸۲–۱۳۸۱            |

#### عملکرد بازی‌های در خانه و بیرون
| مجموع | مجموع  | مجموع | مجموع | مجموع | مجموع | مجموع | مجموع | خانه | خانه | خانه | خانه | خانه | خانه | مهمان | مهمان | مهمان | مهمان | مهمان | مهمان |
| بازی  | امتیاز | پ     | ت     | ش     | گ‌ز    | گ‌خ    | ت‌گ    | پ    | ت    | ش    | گ‌ز   | گ‌خ   | ت‌گ   | پ     | ت     | ش     | گ‌ز    | گ‌خ    | ت‌گ    |
| ----- | ------ | ----- | ----- | ----- | ----- | ----- | ----- | ---- | ---- | ---- | ---- | ---- | ---- | ----- | ----- | ----- | ----- | ----- | ----- |
| ۲۶    | ۴۹     | ۱۳    | ۱۰    | ۳     | ۳۶    | ۲۳    | ۱۳+   | ۸    | ۳    | ۲    | ۲۰   | ۱۳   | ۷+   | ۵     | ۷     | ۱     | ۱۶    | ۱۰    | ۶+    |

- آمار این جدول فقط مربوط به لیگ برتر است.

### روند هفته به هفته
| هفته  | 1 | 2 | 3 | 4 | 5 | 6 | 7 | 8 | 9 | 10 | 11 | 12 | 13 | 14 | 15 | 16 | 17 | 18 | 19 | 20 | 21 | 22 | 23 | 24 | 25 | 26 |
| ----- | - | - | - | - | - | - | - | - | - | -- | -- | -- | -- | -- | -- | -- | -- | -- | -- | -- | -- | -- | -- | -- | -- | -- |
| زمین  | خ | ب | ب | خ | ب | خ | ب | خ | ب | خ  | ب  | خ  | ب  | ب  | خ  | خ  | ب  | خ  | ب  | خ  | ب  | خ  | ب  | خ  | ب  | خ  |
| نتیجه | م | پ | م | پ | پ | پ | م | ش | م | پ  | پ  | م  | ش  | پ  | پ  | پ  | م  | پ  | م  | ش  | م  | م  | م  | پ  | پ  | پ  |

زمین: ب = بیرون از خانه، خ = داخل خانه. نتیجه: پ = پیروزی، ش = شکست، م = مساوی، ع = به تعویق افتاده.

### بازی‌ها
برد
      مساوی
      باخت
| ۱۳ آبان ۱۳۸۰ هفته اول | پرسپولیس               | ۱ – ۱ | فولاد    | تهران                                             |
| ۱۶:۰۰                 | جباری ۸۶' · رأفت '۹۰+۲ | گزارش | سراج ۲۰' | ورزشگاه: آزادی تماشاگران: ۷٬۰۰۰ داور: سعید بطحایی |

| ۲۸ آبان ۱۳۸۰ هفته دوم                                                         | تراکتور | ۰–۱   | پرسپولیس  | تبریز                                                         |
| ۱۴:۴۰ DST (UTC+۴:۳۰)                                                          |         | گزارش | جباری ۸۵' | ورزشگاه: تختی تبریز تماشاگران: ۱۵٬۰۰۰ نفر داور: فرج‌الله یثربی |
| یادداشت: این دیدار به علت بارش برف سنگین در تبریز با ۲۴ ساعت تأخیر برگزار شد. |         |       |           |                                                               |

| ۲ آذر ۱۳۸۰ هفته سوم | سپاهان | ۰ – ۰ | پرسپولیس | اصفهان           |
|                     |        |       |          | ورزشگاه: ۲۲ بهمن |

| ۶ آذر ۱۳۸۰ هفته چهارم | پرسپولیس        | ۳–۲ | ابومسلم | تهران          |
|                       | انتظاری · نوبری |     |         | ورزشگاه: آزادی |

| ۱۹ آذر ۱۳۸۰ هفته پنجم | پیکان                  | ۱–۲   | پرسپولیس                        | تهران                         |
| ۱۴:۰۰ DST (UTC+۴:۳۰)  | مدیرروستا ۳۲' (پنالتی) | گزارش | ابوالقاسم‌پور ۳۵' · اصلانیان ۸۳' | ورزشگاه: آزادی داور: حسین یدی |

| ۲۶ آذر ۱۳۸۰ هفته ششم | پرسپولیس         | ۲–۱   | ملوان     | تهران                                               |
| ۱۴:۳۰ DST (UTC+۴:۳۰) | انتظاری ۲۵'، ۶۰' | گزارش | غلامی ۹۰' | ورزشگاه: آزادی تماشاگران: ۸٬۰۰۰ نفر داور: محسن ترکی |

| ۶ دی ۱۳۸۰ هفته هفتم | برق شیراز | ۰ – ۰ | پرسپولیس | شیراز           |
|                     |           |       |          | ورزشگاه: حافظیه |

| ۱۳ دی ۱۳۸۰ هفته هشتم | پرسپولیس           | ۱ – ۳ | پاس                                                      | تهران                           |
|                      | حلالی ۲' · پیروانی |       | خطیبی ۷'، ۳۳' · نکونام ۲۷' · بیاتی‌نیا · شهبازیان · نکیسا | ورزشگاه: آزادی داور: جلال مرادی |

| ۲۸ دی ۱۳۸۰ هفته نهم | استقلال            | ۱ – ۱ | پرسپولیس                     | تهران          |
|                     | نوازی ۳۸' (پنالتی) |       | جباری ۲۵' · انصاریان '؟، '۸۷ | ورزشگاه: آزادی |

| ۵ بهمن ۱۳۸۰ هفته دهم | پرسپولیس                              | ۳–۰              | ذوب‌آهن | تهران                                                       |
|                      | کاویانپور ۳' · تقی‌پور '۴۱ · نوبری ۸۸' | گزارش خلاصه بازی |        | ورزشگاه: آزادی تماشاگران: ۲۰٬۰۰۰ نفر داور: فریدون اصفهانیان |

| ۱۱ بهمن ۱۳۸۰ هفته یازدهم | استقلال رشت  | ۱–۳ | پرسپولیس                      | رشت                |
|                          | فیضی‌مقدم ۳۵' |     | رهبری‌فرد ۱۷' · جباری ۲۳'، ۳۲' | ورزشگاه: شهید عضدی |

| ۲۶ بهمن ۱۳۸۰ هفته دوازدهم | پرسپولیس              | ۱ – ۱ | سایپا                 | تهران                                            |
| ۱۵:۰۰                     | انصاریان ۷۲' (پنالتی) | گزارش | مومنی ۶۸' · کاظمی '۷۵ | ورزشگاه: آزادی تماشاگران: ۲۰٬۰۰۰ داور: علی خسروی |

| ۲ اسفند ۱۳۸۰ هفته سیزدهم | فجر سپاسی              | ۱ – ۰ | پرسپولیس       | شیراز                                  |
| ۱۴:۳۰                    | طهماسبی ۲' · رضایی‌کمال | گزارش | جباری انصاریان | ورزشگاه: حافظیه داور: فریدون اصفهانیان |

| ۱۷ اسفند ۱۳۸۰ هفته چهاردهم | فولاد       | ۱–۲              | پرسپولیس         | اهواز                                                         |
| ۱۵:۰۰ DST (UTC+۴:۳۰)       | شیرمردی ۷۵' | گزارش خلاصه بازی | انتظاری ۴۷'، ۹۰' | ورزشگاه: تختی اهواز تماشاگران: ۲۰٬۰۰۰ نفر داور: فرج‌الله یثربی |

| ۲۱ اسفند ۱۳۸۰ هفته پانزدهم | پرسپولیس                | ۲–۱        | تراکتور    | تهران          |
|                            | حلالی ۱۰' · انتظاری ۸۵' | خلاصه بازی | علیاری ۷۰' | ورزشگاه: آزادی |

| ۲۶ اسفند ۱۳۸۰ هفته شانزدهم | پرسپولیس                                                  | ۳–۲        | سپاهان                      | تهران          |
|                            | رهبری‌فرد ۲۳' (پنالتی) · اصلانیان ۸۶' · ابوالقاسم‌پور ۳+۹۰' | خلاصه بازی | استپانیان ۴۶' · حاجی‌پور ۶۴' | ورزشگاه: آزادی |

| ۲۷ فروردین ۱۳۸۱ هفته هفدهم | ابومسلم        | ۱ – ۱ | پرسپولیس    | مشهد               |
|                            | فیض کریملو ۱۳' |       | پیروانی ۴۵' | ورزشگاه: تختی مشهد |

| ۱ اردیبهشت ۱۳۸۱ هفته هجدهم | پرسپولیس     | ۱–۰        | پیکان | تهران          |
|                            | رهبری‌فرد ۶۴' | خلاصه بازی |       | ورزشگاه: آزادی |

| ۶ اردیبهشت ۱۳۸۱ هفته نوزدهم | ملوان    | ۱ – ۱ | پرسپولیس     | انزلی                                    |
| ۱۵:۰۰                       | نوری ۷۱' | گزارش | خان‌محمدی ۳۱' | ورزشگاه: سیروس قایقران داور: سعید بطحایی |

| ۱۰ اردیبهشت ۱۳۸۱ هفته بیستم | پرسپولیس         | ۰ – ۱ | برق شیراز  | تهران                           |
|                             | علی انصاریان '۹۰ |       | ساسانی ۴۶' | ورزشگاه: آزادی داور: جلال مرادی |

| ۱۴ اردیبهشت ۱۳۸۱ هفته بیست و یکم | پاس | ۰ – ۰ | پرسپولیس | تهران                                                  |
|                                  |     | گزارش |          | ورزشگاه: آزادی تماشاگران: ۷٬۰۰۰ داور: فریدون اصفهانیان |

| ۱۹ اردیبهشت ۱۳۸۱ هفته بیست و دوم | پرسپولیس | ۰ – ۰ | استقلال          | تهران          |
|                                  |          |       | واحدی نیکبخت '۸۶ | ورزشگاه: آزادی |

| ۲۴ اردیبهشت ۱۳۸۱ هفته بیست و سوم | ذوب‌آهن       | ۱ – ۱ | پرسپولیس    | اصفهان                                                 |
|                                  | عزیززاده ۳۱' |       | انتظاری ۱۲' | ورزشگاه: ۲۲ بهمن تماشاگران: ۱۲٬۰۰۰ داور: فرج‌الله یثربی |

| ۲۹ اردیبهشت ۱۳۸۱ هفته بیست و چهارم | پرسپولیس                | ۲–۱        | استقلال رشت       | تهران          |
|                                    | برزگر ۵۱' · انتظاری ۷۳' | خلاصه بازی | بیات ۸۶' (پنالتی) | ورزشگاه: آزادی |

### جام حذفی
برد
      مساوی
      باخت
| ۱۲ آذر ۱۳۸۰ یک‌شانزدهم نهایی | پرسپولیس                                   | ۳–۲ | برق تهران               | تهران          |
|                             | پیروانی ۱۷' · انتظاری ۸۰' · اصلانیان ۵+۹۰' |     | محتشمی ۲۲' · سلمانی ۳۳' | ورزشگاه: آزادی |

| ۲۰ دی ۱۳۸۰ یک‌هشتم نهایی | پرسپولیس                        | ۱–۱ | ابومسلم                | تهران          |
|                         | رهبری‌فرد '۸۵ · انصاریان ۸۹' (پ) |     | میکائیلی ۸' · شکری '۸۲ | ورزشگاه: آزادی |

| ۲۰ بهمن ۱۳۸۰ یک‌هشتم نهایی                                | ابومسلم                | ۲–۲ | پرسپولیس                 | مشهد               |
|                                                          | رجبی ۱۷' · بادامکی ۵۰' |     | جباری ۵۳' · انصاریان ۹۰' | ورزشگاه: تختی مشهد |
| یادداشت: پرسپولیس با قانون گل زده در خانه حریف برنده شد. |                        |     |                          |                    |

| ۱۹ فروردین ۱۳۸۱ یک‌چهارم نهایی              | پیکان                                | ۱ – ۰ (و.ا.) | پرسپولیس | تهران                            |
| ۱۷:۳۰                                      | یوسف بخشی‌زاده '۵۵ · مهدی صالح‌پور ۹۵' | گزارش        |          | ورزشگاه: آزادی داور: مسعود مرادی |
| یادداشت: پیکان با قانون گل طلایی برنده شد. |                                      |              |          |                                  |

## آمار

### گلزنان
| رتبه                    | ش.         | ملیت       | پست        | نام بازیکن         | لیگ | حذفی | مجموع |
| ----------------------- | ---------- | ---------- | ---------- | ------------------ | --- | ---- | ----- |
|                         | ۱۶         | ایران      | FW         | سهراب انتظاری      | ۹   | ۱    | ۱۰    |
|                         | ۱۴         | ایران      | MF         | رضا جباری          | ۵   | ۱    | ۶     |
|                         | ۱۱         | ایران      | FW         | امیرحسین اصلانیان  | ۴   | ۱    | ۵     |
|                         | ۱۸         | ایران      | DF         | علی انصاریان       | ۳   | ۲    | ۵     |
|                         | ۲۰         | ایران      | DF         | بهروز رهبری‌فرد     | ۳   |      | ۳     |
|                         | ۲۳         | ایران      | FW         | لیث نوبری          | ۲   |      | ۲     |
|                         | ۳۰         | ایران      | FW         | بهنام ابوالقاسم‌پور | ۲   |      | ۲     |
|                         | ۱۵         | ایران      | MF         | اسماعیل حلالی      | ۲   |      | ۲     |
|                         | ۵          | ایران      | DF         | افشین پیروانی      | ۱   | ۱    | ۲     |
|                         | ۱۰         | ایران      | MF         | حامد کاویانپور     | ۱   |      | ۱     |
|                         | ۳          | ایران      | DF         | حسن خان‌محمدی       | ۱   |      | ۱     |
|                         | ۲          | ایران      | DF         | محمد برزگر         | ۱   |      | ۱     |
|                         | ۲۱         | ایران      | MF         | ابراهیم اسدی       | ۱   |      | ۱     |
| گل به خودی              | گل به خودی | گل به خودی | گل به خودی | گل به خودی         | ۱   |      | ۱     |
| مجموع                   | مجموع      | مجموع      | مجموع      | مجموع              | ۳۶  | ۶    | ۴۲    |
| بروزرسانی: ۷ خرداد ۱۳۸۱ |            |            |            |                    |     |      |       |